# ایستوپ-دان-برگ
شهر ایستوپ-دان-برگ (به فرانسوی: Heist-op-den-Berg) در شهرستان مشلان در استان آنتوئر در منطقه فلاندری در کشور بلژیک واقع شده‌است.